# Gobernador Moyano
Gobernador Carlos Moyano es una localidad argentina del departamento Deseado en la provincia de Santa Cruz. La localidad se ubica a 254 metros sobre el nivel del mar y en el km 183 de la Ruta Provincial 12. 

## Toponimia
El nombre del paraje fue otorgado en honor a Carlos María Moyano, un militar y explorador nacido en Mendoza el 4 de noviembre de 1854 y fallecido en la Ciudad de Buenos Aires el 7 de octubre de 1910. Él fue nombrado primer gobernador del Territorio Nacional de Santa Cruz en 1884. Se preocupó por organizar las nuevas colonias de Puerto Santa Cruz, Río Gallegos y Puerto Deseado, así como de fomentar la explotación ganadera, trayendo ovejas desde las Islas Malvinas. Fue gobernador hasta el año 1887, sucediéndolo Ramón Lista (otro gobernador quién también fue homenajeado en una localidad).